# 克萊佩達地熱示範發電廠
克萊佩達地熱示範發電廠是一座位於立陶宛共和國克萊佩達的地熱供暖發電廠，建於1990年代末期及2000年代初期，2019年8月法院准許破產聲請，此後克萊佩達地熱發電廠閒置至今。它是波羅的地區第一座地熱供暖發電廠，興建目的是為了減少二氧化碳、二氧化硫、氮氧化物及懸浮微粒排放，並降低立陶宛對外國能源的依賴程度，為立陶宛城市提供區域供暖熱源。克萊佩達地熱發電廠的建設資金來自世界銀行貸款（590萬美元）和全球環境基金補助款（690萬美元），並由丹麥石油與天然氣公司提供技術支援、地熱能源公司負責營運。該廠的建設總成本為1,950萬美元。

## 背景
立陶宛宣布自蘇聯獨立後，波羅的海國家立陶宛及拉脫維亞的能源仍嚴重倚賴天然氣、石油、核燃料進口。1996年評估建設克萊佩達地熱發電廠時，立陶宛熱能需求僅有2%由本國能源供應，政府因此考慮開發可再生能源。1992年至1994年間，丹麥政府贊助一項關於立陶宛及拉脫維亞地熱能源潛力的研究計畫，名為「波羅的地熱能源專案」（Baltic Geothermal Energy Project），分析出兩國的寒武紀與泥盆紀地質層的區域含水層、12個城市地區的能源需求與地熱能開發潛力。根據這份專案及其他研究計畫的成果，克萊佩達地區被選定為地熱能源開發試驗地點。世界銀行預估，若克萊佩達地熱發電廠可取代天然氣發電，每年將減少47,800噸二氧化碳與1噸氮氧化物排放量；若取代重油發電，則將減少51,940噸二氧化碳、11噸氮氧化物及1,160噸二氧化硫排放量。並且，世界銀行也預估，該廠將滿足克萊佩達市10%的熱能需求。

## 營運
克萊佩達地熱發電廠於2001年啟用。該廠建有兩口生產井、兩口注入井，生產井從地表下1,100（3,600英尺）的泥盆紀含水層，取得38 °C（100 °F）地熱水，用吸收式熱泵汲取熱能，再傳輸到區域供暖系統，而使用過的地熱水則透過注入井回灌含水層。該廠的裝置容量設計為每小時41百萬瓦，其中18百萬瓦來自地熱、23百萬瓦則是鍋爐的發熱量；而2004年6月立陶宛的國家委員會則確認，該廠的發電廠容量實際為每小時35百萬瓦，其中地熱能為13.6百萬瓦。
該廠的年發電量，2001年為10,300百萬瓦時，2003年為21,500百萬瓦時，2005年增至23,000百萬瓦時，是產能最高的一年；其後逐年下降，到了2008年時僅剩1,000百萬瓦時，主因是地熱源堵塞，造成地熱水回灌能力減弱；該廠所在地層是由砂岩構成，其平均粒徑只有0.10公釐，很容易被堵塞，科學家對具體的堵塞原因則有許多不同的見解。
由於發電量減少，2008年時，克萊佩達地熱發電廠的營運商，地熱能源公司對發電廠進行大修，希望增加發電量。2010年時，該廠每小時發電量回升至12,000百萬瓦時，是2008年大修後表現最佳的一年，之後發電量就逐年減少。
雪上加霜的是，營運商地熱能源公司自身長期財務困難，2007年時一度瀕臨破產。當時雖以增資方式度過難關，但到了2017年，該廠仍因地熱水回灌問題被迫關閉，並計畫要全面重建。但到了2019年，地熱能源公司向克萊佩達地方法院聲請宣告破產，同年8月法院准許破產聲請，此後克萊佩達地熱發電廠持續閒置。
2021年2月，克萊佩達市政府資產管理部門證實，已宣告破產的地熱能源公司和立陶宛財政部（地熱能源公司的最大債權人）都向市政府徵詢意願，希望能由克萊佩達市政府接手營運地熱發電廠，三方仍在協商。